# Erich Seidel (Schwimmer)
Erich Seidel (* 1884; † 20. Jahrhundert) war ein deutscher Schwimmer.

## Karriere
Erich Seidel trat bei den Olympischen Sommerspielen 1908 in London im Wettkampf über 200 m Brust an. Er schied im Halbfinale aus.